# Bert Weckhuysen

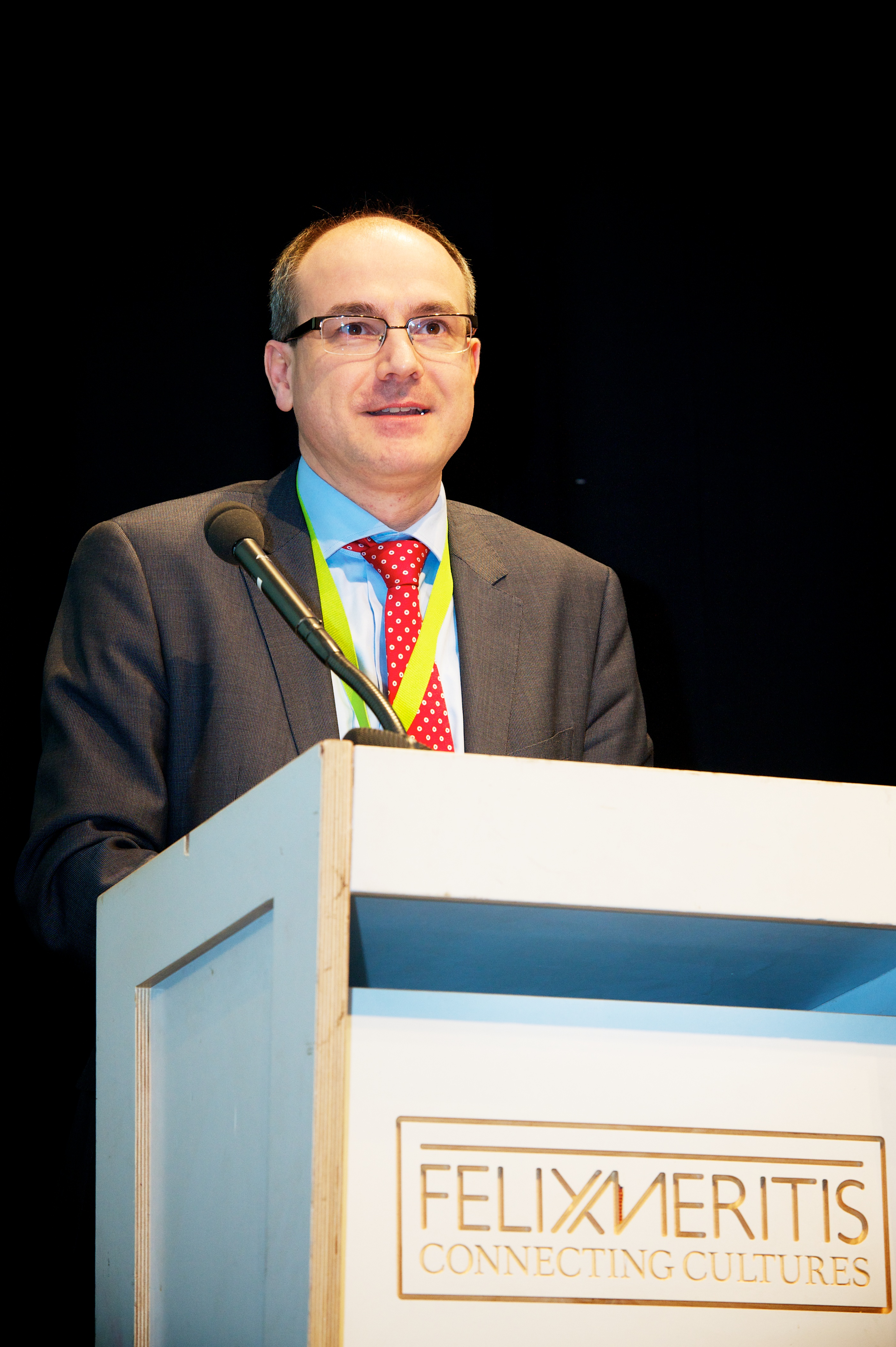
Bert Weckhuysen

Bert M. Weckhuysen (* 27. Juli 1968 in Aarschot) ist ein belgischer Chemiker, der sich mit Katalyse befasst. Er ist Professor an der Universität Utrecht.
Weckhuysen studierte Chemieingenieurwesen und Landwirtschaftstechnik an der KU Löwen mit dem Diplom 1991 und der Promotion 1995 bei Robert Schoonheydt über heterogene Katalyse (summa cum laude). Als Post-Doktorand war er in den USA bei Israel Wachs an der Lehigh University und Jack Lunsford an der Texas A&M University und dann wieder in Löwen. Seit 2000 ist er Professor für Anorganische Chemie und Katalyse an der Universität Utrecht. Seit 2013 ist er dort Distinguished Professor.
2012 war er Gastprofessor an der Stanford University.
Er ist bekannt für die In-situ-Charakterisierung von Katalysatoren in der heterogenen Katalyse mit verschiedenen spektroskopischen Methoden, von Raman- bis Röntgenspektroskopie und unter Einbeziehung der Rasterkraftmikroskopie. Diese lieferte dreidimensionale Bilder der Katalysatoren in Aktion und ermöglichte neue Einblicke darin, wie genau Katalysatoren ihre Funktion erfüllen und wie ihre Deaktivierung vor sich geht. Weckhuysen selbst wandte die Methoden zum Beispiel bei der Entwicklung von Katalysatoren für die Umwandlung von Zellulose in Biomasse in Bio-Treibstoff an und befasst sich mit Katalysatoren in grüner Chemie. Er ist wissenschaftlicher Direktor des niederländischen Forschungsprogramms CATCHBIO für Biomasse-Katalyse.
2006 erhielt er die Goldmedaille der Niederländischen Chemischen Gesellschaft, 2007 den Dechema-Preis, 2011 den Emmett Award der North American Catalysis Society, 2012 erhielt er einen Advanced Grant des European Research Council (ERC) und 2013 erhielt er den Spinoza-Preis. Er ist Mitglied der Königlich Niederländischen Akademie der Wissenschaften, seit 2010 Mitglied der Academia Europaea und seit 2014 Fellow der American Association for the Advancement of Science. Für 2023 wurde ihm der erste Chemistry Europe Award zugesprochen.
Weckhuysen ist Direktor des niederländischen Instituts für Katalyse-Forschung (NIOK).

## Schriften
- mit Pascal Voort, Gabriela Catana (Herausgeber): Spectroscopy of transition metal ions on surfaces. Leuven University Press, 2000
  - darin Voort, Weckhuysen, Catana: Spectroscopic characterization of heterogeneous catalysts, Weckhuysen, Schoonheydt: General principles of electron spin resonance, General principles of vibrational spectroscopies und Diffuse reflectance spectroscopy
- In-situ spectroscopy of catalysts, San Diego: American Scientific Publ., 2004
- Herausgeber: Themed issue: In-situ characterization of heterogeneous catalysts, Cambridge, RSC Publ. 2010
- Herausgeber mit M. A. R. Meier, P.C.A. Bruijnincx: Organometallics and Renewables, Springer 2012